# Epíclera

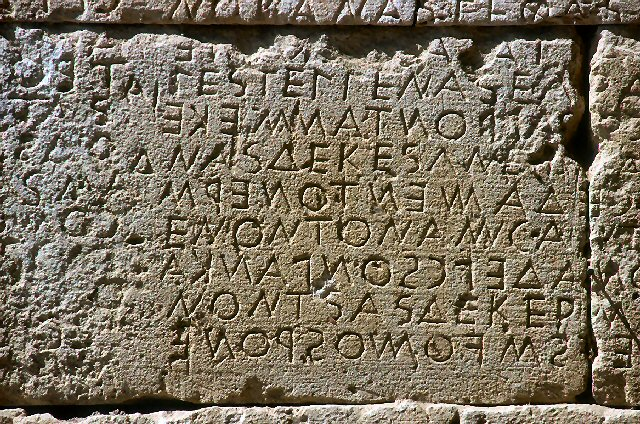
Una sección del código legal de Gortina, circa V a. C.

Epíclera (ἐπίκληρος) (epíkleros, plural epikleroi) era el término utilizado en la antigua Atenas, y en otras ciudades-Estado griegas, para referirse a la heredera de un padre que, en el momento de su muerte, no dejaba herederos varones. En Esparta y Gortina eran denominadas patrouchoi (πατρούχοι).
Las mujeres atenienses no tenían permitida la posesión de propiedades en su nombre, lo que derivaba en varias posibilidades con respecto a la herencia de una epíclera: si estaba casada y tenía al menos un hijo varón, el marido debía actuar como administrador del patrimonio del suegro hasta que el hijo tuviese edad suficiente para manejar la herencia; si era soltera, debía casarse con el familiar más cercano a su padre, con el fin de dar a luz al heredero. Este familiar no estaba obligado a aceptar el matrimonio y, en previsión tanto de este caso como del de la existencia de múltiples candidatos, existía una secuencia previamente definida para la elección del futuro esposo. Por último, si la epíclera estaba casada pero no tenía hijos varones, la evidencia sugiere que podía serle requerido el divorcio si el marido no cumplía con ciertas obligaciones. En todos los casos el patrimonio era propiedad del hijo y a él se adjudicaba; el padre del niño, ya fuese ajeno a la familia o familiar, debía actuar como simple administrador temporal, y la epíclera, como mera transmisora de la herencia paterna.
Las espartanas, a diferencia de las atenienses, sí tenían derecho a la posesión de propiedades en su nombre, por lo que la herencia en Esparta estuvo sujeta a reglas mucho menos restrictivas. El conocimiento de lo que sucedía en otras ciudades-estado es más fragmentario, y se deriva principalmente de las polis de Gortina y Regio de Calabria.
Platón, en sus Leyes, trató este caso, y un gran número de mujeres mitológicas e históricas parecen haberse encontrado en dicha situación. Fueron epícleras, entre otras, Agarista de Sición y Agiatis, viuda del rey espartano Agis IV. La existencia de epícleras ha sido usada para explicar la cantidad de yernos que heredaron directamente de sus suegros en la mitología griega. Por su parte, la tercera guerra sagrada se originó, en parte, por una disputa sobre epícleras.

## Etimología
La palabra epikleros, transliterada del griego al español usualmente como epíclera, significa «junto con la heredera» (epi: junto; kleros: heredera).
El término era utilizado en la Antigua Grecia para designar a la hija de un hombre que había muerto sin dejar herederos varones. En la mayoría de las ciudades-estado griegas, la mujer no poseía propiedades en su nombre, por lo que fue creado un sistema de herencia que tenía por finalidad mantener las propiedades bajo el linaje de la línea paterna, requiriendo a la heredera su casamiento con el familiar más cercano al padre. A pesar de que epikleros suele traducirse como «heredera» (kleros), los términos no son estrictamente equivalentes en tanto la mujer no era la propietaria de los bienes ni quien disponía de ellos. Por su parte, el término frecuentemente ha sido usado tanto para referirse a la mujer en sí como para señalar la propiedad derivada de la herencia.

## Atenas
Atenas es la ciudad-Estado mejor documentada, tanto en términos de epikleroi como en todos los aspectos de la historia legal. La creación de la ley ateniense para los casos de epikleroi se atribuye a Solón. Esta indicaba que las mujeres sin hermanos debían casarse con el familiar varón más cercano del lado de la rama paterna, comenzando por el hermano del padre y continuando —en caso de no existir este— por el siguiente familiar varón más cercano al padre; en condiciones de igualdad por parte de dos candidatos, era elegido el de más edad. El historiador John Gould resalta que el grupo de candidatos a casarse con la epikleros coincidía con el de los requeridos para vengar un asesinato, y en Atenas se denominaba anchisteia (ἀγχιστεία). Los bienes heredados podían constituir deudas, lo que no alteraba el tratamiento recibido por este sistema legal.

### Definición del término en Atenas
Si bien el término fue utilizado sobre todo en el caso de las hijas sin hermanos vivos en el momento de la muerte del padre, también fue usado para otras ocasiones. La enciclopedia Suda (Σοῦδα, gran enciclopedia bizantina, de carácter histórico, acerca del mundo mediterráneo antiguo, escrita en griego en el siglo X por eruditos bizantinos) ha brindado otras definiciones del término, incluyendo a las herederas casadas tras la muerte de su padre o a las hijas divorciadas sin hermanos varones que aún vivían con este. Dicha enciclopedia incluso señaló que el término podía ser usado en el caso de una hija con hermanas vivas. Es curioso que, siendo totalmente irrelevante para el caso legal señalado anteriormente si la madre de una epikleros vivía o no, Suda hiciera énfasis en que, en el uso normal del término, la heredera era huérfana de ambos padres. Esta afirmación puede, sin embargo, encontrar su sentido en un contexto diferente para el que también se utilizaba el término, pues en ocasiones este era usado como la forma femenina del término griego orphanos (huérfano).
Sea como fuere, el término en Atenas parece haber sido frecuentemente interpretado de manera ambigua durante los procedimientos legales. Apolodoro de Acarnas, en uno de sus discursos como litigante intentó utilizar una ley ateniense sobre el matrimonio para convertir a su madre en epikleros. Alegó que la ley definía a la epikleros como una mujer sin padre, hermano o abuelo paterno. El orador Iseo, por su parte, construyó su discurso como oponente sobre la base de que la madre de Apolodoro solo podía haber sido epikleros al momento de la muerte de su joven hermano tras el fallecimiento de su padre. No se conoce la postura que finalmente tomaron las autoridades en este caso.

### Desarrollo de la práctica
No está claro si había leyes relacionadas con epikleroi antes de la actividad legislativa de Solón (circa 594 a. C.) Según Plutarco, Solón fue el primero en crear leyes que contemplaran el tema. Estas intentaban prevenir la combinación patrimonial por casamiento de herederas. Historiadores modernos han considerado esta serie de leyes como un intento de mantener un número estable de hogares. Según Plutarco, Solón además creó una ley por la cual el esposo de una epikleros debía tener relaciones sexuales con ella al menos tres veces por mes para que ésta pudiera dar a luz hijos que heredaran los bienes de su padre, pero fue con Pericles (circa 429 a. C.) que dicha ley fue finalmente aprobada. Si el esposo no cumplía con este deber, la heredera adquiría el derecho de tener un hijo con el familiar correspondiente del linaje paterno. No hay certeza de si el familiar más cercano podía o no, en todos los casos, disolver el matrimonio de una epikleros para contraer con ella uno nuevo. La historiadora Sarah Pomeroy ha indicado, por su parte, que la mayor parte de los eruditos se inclinan por la opinión de que el pariente más cercano solo podía disolver el matrimonio anterior si la heredera no había ya dado a luz un hijo, aunque también aclara que esta versión no ha podido ser probada. Por otra parte, la ley establecía que si el familiar indicado no se casaba con la heredera, debía proveerle una dote y entregarla en matrimonio al siguiente candidato según la secuencia establecida.

### Procedimientos legales
Al convertirse una mujer en epikleros tras la muerte de su padre o del último hermano varón, adquiría legalmente el estado de epidikos («adjudicable») en un proceso de epidikasia (ἐπιδικασία, «adjudicación»), supervisado por el arconte, que consistía en la entrega de la heredera en matrimonio al familiar reclamante mejor calificado del linaje paterno. En caso de existir más de un demandante, el asunto era llevado a un tribunal especial presidido por el arconte. El juicio era desarrollado en la corte del arconte epónimo si la epikleros era ateniense; si, en cambio, era extranjera (meteco), el juicio se desarrollaba bajo la presidencia del arconte polemarco. No está claro si un candidato casado podía mantener su matrimonio a la vez que reclamaba una epikleros como esposa. A pesar de que la evidencia apunta a que los antiguos atenienses eran monógamos, existen dos discursos de Demóstenes que llevan a creer que sí era posible que un hombre casado normalmente contrayera matrimonio por epidikasia. El arconte, por su parte, al igual que en el caso de viudas y huérfanas, era responsable de supervisar el trato dado a las epikleroi.
Cuando los hijos de una epikleros crecían, adquirían los derechos sobre su herencia. En Atenas, esta edad era establecida por ley, a los dos años de la pubertad. Tras la apropiación de la herencia por parte del hijo, la ley establecía que este debía mantener a la madre. Si bien la ley no regulaba específicamente quién era el dueño del patrimonio antes de que el hijo tomara posesión de este, ciertas fuentes inducen a creer que no era el marido de la epikleros, en contraste con el procedimiento común ateniense por el que el marido era dueño de cualquier propiedad de la esposa y podía disponer de ella a su voluntad. Algunos discursos de la época determinan que los bienes eran considerados propiedad de la epikleros, a pesar de que ella carecía de la potestad para disponer de ellos. Probablemente fuese el esposo quien controlaba y administraba diariamente dichos bienes hasta que el hijo adquiría legalmente su posesión y control. Por tanto, el papel del esposo de una epikloros era de alguna manera similar al de un epitropos —administrador de los bienes de un huérfano hasta que este cumplía la edad establecida para su posesión—. Por otro lado, al igual que lo sucedido en el caso de la propiedad de un huérfano, los bienes de una epikleros se encontraban exentos de liturgies o impuestos para financiamiento de obras públicas.
Por otra parte, le era posible al marido de una epikleros permitir la adopción póstuma del hijo como hijo del fallecido padre de la mujer. Esta práctica impedía que el hijo pudiera heredar cualquier bien de su padre natural pero, en cambio, le permitía preservar el oikos del padre de la epikleros. Si bien dicha preservación es considerada por algunos historiadores como la razón de la práctica del epiklerate, otros, como David Schaps, creen que la razón primaria no era ésta, sino el desarrollo de un mecanismo que alentase a las huérfanas a contraer matrimonio. Por su parte, la historiadora Cynthia Patterson considera que se ha prestado demasiada atención a los aspectos patrilineales del oikos y que, probablemente, esto tuviese menos importancia para los atenienses que la preservación del hogar en tanto «unidad productiva».
Robert Just, por otra parte, considera que el epiklerate nació del deseo de Solón de mantener constante el número de hogares atenienses y, siguiendo su línea de análisis, argumenta que, antes de la legislación instaurada por Solón, las epikleros eran consideradas únicamente como parte de la propiedad, mientras que luego de sus reformas éstas pasaron a ser transmisoras de la propiedad y su hijo el heredero automático del patrimonio paterno.
Tomar por esposa a una epikleros con escaso patrimonio era considerado una acción loable, que usualmente era remarcada en los discursos públicos. Las herederas en dicha situación eran denominadas epikleros thessa.

### Secuencia de selección en laanchisteia
La secuencia de selección entre los familiares a ser considerados candidatos para casarse con una epikleros seguía el siguiente orden:
1. Tíos paternos y herederos de estos.
2. Hijos de las tías paternas y sus herederos.
3. Nietos de los tíos paternos del padre.
4. Nietos de las tías paternas del padre.
5. Medio hermanos del padre con madre en común.
6. Hijos de medio hermanas maternas del padre.
7. Nietos de los tíos maternos del padre.
8. Nietos de las tías maternas del padre.

### Posibilidades de convertirse en epíclera
Las estimaciones modernas probabilísticas dan a conocer que aproximadamente uno de cada siete padres morían sin hijos biológicos varones. Sin embargo, la ley ateniense permitía a un hombre adoptar a un varón en su testamento, por lo que no todas las hijas sin hermanos biológicos varones se convertían en epikleroi. La mayoría de los historiadores modernos estiman que el 20% de las familias atenienses tenían solo descendencia femenina y que otro 20% no tenían hijos. La historiadora Cynthia Patterson afirma que la existencia de epikleroi no era rara..

### Epícleras en matrimonio previo
Si era posible o no demandar el divorcio de una epikleros casada en el momento de la muerte de su padre es algo que no está claro. La mayoría de los historiadores modernos han llegado a la conclusión de que esto era posible siempre y cuando la epikleros no tuviese ya un hijo varón que pudiera heredar el patrimonio de su abuelo. La mejor evidencia de esto la constituye la obra Adelphoe del dramaturgo romano Terencio. En un pasaje, Micio le juega una broma a su hijo adoptado Aeschinus, diciéndose amigo de un supuesto anchisteus de la chica que Aeschinus ha seducido y quiere desposar. Ante el planteo de Micio de que probablemente su amigo se casaría con ella y se irían a Mileto, Aeschinus responde que la chica ya ha tenido un hijo con otro (refiriéndose a él mismo), por lo que el amigo de Micio no podría casarse con ella. Si bien la obra fue escrita en siglo II a. C., Terencio solía adaptar las temáticas de éstas a las primeras comedias atenienses, lo que le da a este pasaje una fuerza mucho más significativa como fuente. El historiador David Schaps, por su parte, asegura que en caso de que la epiklera tuviese un hijo, poco sentido tenía buscarle a ésta un familiar cercano o para creer que un potencial hijo con este sería «más deseable». El abuelo, en ese punto, ya tenía un heredero varón.

## Otras ciudades-estado
Si varios aspectos del eplikerate en Atenas no están de todo claros, lo sucedido al respecto en otras ciudades-estado es todavía mucho más incierto y se basa en información dispersa y fragmentada.

### Esparta
En la antigua Esparta, le eran reconocidos a la mujer una serie de derechos de los que no gozaban las atenienses; entre ellos, se encontraba el derecho a heredar bienes y administrar tanto las propiedades propias como las de su esposo. En esta ciudad-Estado, las epícleras eran conocidas bajo el nombre de patroiouchoi, que puede ser traducido como «titulares del patrimonio». Las patroiouchoi heredaban tierras por sí mismas, y tenían el derecho de administrar todo lo heredado. La ley de epikleros era solo aplicable en mujeres no casadas, y los reyes espartanos eran, por lo visto, los responsables de buscar esposos para las epícleras que no habían contraído matrimonio antes de la muerte de su padre. Heródoto, en su lista de prerrogativas reales espartanas, parecía reafirmarlo, aunque, de manera tan vaga, que todavía se discute el papel real de los reyes espartanos en el asunto, siendo posible que solo se encargaran de cederla al familiar paterno más cercano o de participar de los juicios entre candidatos.

### Gortina
En Gortina, las herederas eran también llamadas patroiokos y, en general, se las trataba de mejor manera que en Atenas. El término patroiokos puede ser traducido en la expresión «poseer la propiedad paterna», lo que describe la condición que de hecho tenía la heredera..  Era considerada patroiouchoi si no tenía padre o hermano varón paterno. El familiar con derecho a desposarla se denominaba epiballon y la lista de posibles candidatos se limitaba a sus tíos paternos y los hijos de estos. En caso de no existir candidatos que reuniesen las condiciones necesarias, la patroiouchoi quedaba libre de elegir esposo a su voluntad. Por otra parte, si el primer pariente más cercano no accedía al casamiento, la patroiouchoi tenía el derecho de elegirlo dentro del linaje paterno libremente, sin necesidad de seguir un orden o secuencia establecidos legalmente. Si lo deseaba, podía además liberarse de la obligación de casamiento con el pariente más cercano pagándole una parte de la herencia.
Gortina parece haber sido la ciudad-Estado —de las que cuentan con documentación suficiente— de leyes más flexibles en lo concerniente a la herencia y al epiklerate en particular y una de las pocas en las que se permitía que la hija heredara incluso teniendo hermanos varones; en dicha situación la herencia se repartía en partes iguales. Con el fin de prevenir abusos del sistema legal, existía un lapso de tiempo establecido durante el cual el epiballon debía desposar a la patroiouchoi; una vez que dicho tiempo expiraba, el derecho pasaba al siguiente candidato en una lista que definía la secuencia de posibles reclamantes (a estos efectos; es decir, sin perjuicio de la libertad que poseía la mujer en su elección del candidato).

### Otras ciudades-estado
Regio de Calabria debió sus propias leyes de epikleroi a Andródamas de Regio, cuyas observaciones sobre este tema eran, según Aristóteles, altamente valoradas. En Catania, bajo las leyes de Carondas, una epikleros tenía derecho a recibir una dote si el familiar más cercano no deseaba casarse con ella. En tiempos de Alejandro Magno, las leyes de Tegea incluyeron la problemática de las exiliadas que retornaban a su ciudad, limitando el derecho de herencia patrimonial a aquellas mujeres que habían pasado a ser epikleroi durante el exilio. Las ciudades-estado Naupacto y Termón permitían que la mujer heredara, pero no hay suficiente evidencia, en los fragmentos de leyes conocidos, que permita conocer cuál era el modo de proceder en el caso de las epikleroi.

## Historia posterior
En el año 318 a. C., Casandro de Macedonia designó a Demetrio de Falero como gobernador de Atenas. Demetrio decretó un conjunto de leyes, conocidas, de modo fragmentario, a través de obras literarias posteriores. Al parecer, estas leyes no trataban la temática de las epikleroi, ni daban mayor importancia, a diferencia de las leyes de Solón, a los asuntos internos de las familias y sus manifestaciones públicas. Sin embargo, en esta misma época, el dramaturgo Menandro centró el argumento de su obra Apsis en la disputa surgida entre dos tíos por una heredera para sus respectivos hijastros, lo que da fuerza a la hipótesis de que el epiklerate se seguía practicando. Por otra parte, Menandro escribió además dos obras diferentes denominadas específicamente «Epikleros», una de las cuales fue posteriormente traducida al latín.

## Epícleras conocidas
En las leyendas de la antigua Grecia, la sucesión real usualmente pasaba de suegro a yerno, y algunos historiadores ven en ello una muestra temprana del epiklerate. Un ejemplo se encuentra en Arete de La Odisea, heredera única casada con su tío Alcínoo, rey de los feacios. Sin embargo, no todas las sucesiones reales de dicha época se adecuan a este patrón; tal es el caso de Menelao, que al casarse con Helena heredó el trono de Tíndaro, a pesar de que este último contara con descendencia masculina.
Aristóteles relata que la revuelta de Mitilene contra Atenas en el año 428 a. C. tuvo su origen en una disputa por epikleroi. La guerra sagrada de 356-346 a. C. entre Tebas y Fócida también comenzó, en parte, por un problema de este tipo. Al parecer, Agarista de Sición, casada con Megacles II de Atenas, también era una epikleros. De igual manera, la viuda del rey espartano Agis IV, Agiatis, fue forzada a contraer matrimonio con Cleomenes III, hijo de quien ejecutó a Agis, Leónidas II. Otro ejemplo de matrimonio por epiklerate lo protagonizó la espartana Gorgo, única hija del rey espartano Cleomenes I, que se casó con el hermano de este, Leónidas I.
En literatura, Antígona, hija de Edipo, fue epikleros tras la muerte de sus hermanos; Creonte (su tío y, a la vez, abuelo) habría sido el responsable de su matrimonio con Hemón, hijo de este.